# Mecaphesa carletonica
Mecaphesa carletonica es una especie de araña cangrejo del género Mecaphesa, familia Thomisidae, orden Araneae.

## Distribución
Esta especie se encuentra en América del Norte: Canadá y los Estados Unidos.

## Taxonomía
Fue descrita científicamente por Dondale & Redner en 1976.
Tratamiento taxonómico
La especie aparece registrada y publicada en A new Nearctic species of Misumenops (Araneida: Thomisidae). The Canadian Entomologist 108(9): 1007–1008.